# Unterklingen
Unterklingen ist ein Gemeindeteil des Marktes Weiltingen im Landkreis Ansbach (Mittelfranken, Bayern). Unterklingen liegt in der Gemarkung Veitsweiler.

## Geographie
Die Einöde besteht aus drei Wohnhäusern und einem Dutzend Nebengebäuden. Sie befindet sich mit Oberklingen, Bosacker und Hahnenberg in einer Waldlichtung. Im Norden liegt das Waldgebiet Hundsmarkt, im Osten Hahnenschlag, im Süden Klingenspitz und im Westen der Weiltinger Forst. Dort erheben sich der Greiselbacher Berg und der Rote Berg (524 m ü. NHN). Ein namenloser Bach fließt ostwärts als linker Zufluss in den Weihergraben, einen rechten Zufluss der Wörnitz.
Eine Gemeindeverbindungsstraße führt nach Oberklingen (0,3 km südöstlich) bzw. zu einer Gemeindeverbindungsstraße (0,4 km nordöstlich), die nach Bosacker (0,7 km südöstlich) bzw. nach Hahnenberg führt (0,2 km nördlich).

## Geschichte
Die Fraisch über Unterklingen war umstritten. Sie wurde sowohl vom ansbachischen Oberamt Wassertrüdingen als auch vom oettingen-spielbergischen Oberamt Aufkirchen beansprucht. Gegen Ende des 18. Jahrhunderts gab es in Unterklingen drei Köblergüter und ein Gemeindehirtenhaus. Die Dorf- und Gemeindeherrschaft und Grundherrschaft über alle Anwesen hatte das württembergische Oberamt Weiltingen.
Mit dem Gemeindeedikt wurde Unterklingen dem 1811 gebildeten Steuerdistrikt und Ruralgemeinde Veitsweiler zugewiesen. Am 1. Mai 1978 wurde Unterklingen im Zuge der Gebietsreform in Bayern nach Weiltingen eingegliedert.

### Einwohnerentwicklung
| Jahr      | 001818 | 001840 | 001861 | 001871 | 001885 | 001900 | 001925 | 001950 | 001961 | 001970 | 001987 |
| Einwohner | 21     | 24     | 18     | 20     | 16     | 18     | 15     | 16     | 17     | 21     | 19     |
| Häuser    | 4      | 4      |        |        | 4      | 3      | 3      | 3      | 3      |        | 3      |
| Quelle    | [ 12 ] | [ 13 ] | [ 14 ] | [ 15 ] | [ 16 ] | [ 17 ] | [ 18 ] | [ 19 ] | [ 20 ] | [ 21 ] | [ 1 ]  |

## Religion
Der Ort ist seit der Reformation evangelisch-lutherisch geprägt und bis heute nach St. Veit (Veitsweiler) gepfarrt. Die Katholiken sind nach St. Margareta (Wilburgstetten) gepfarrt.